# Runddysse von Ormstrup

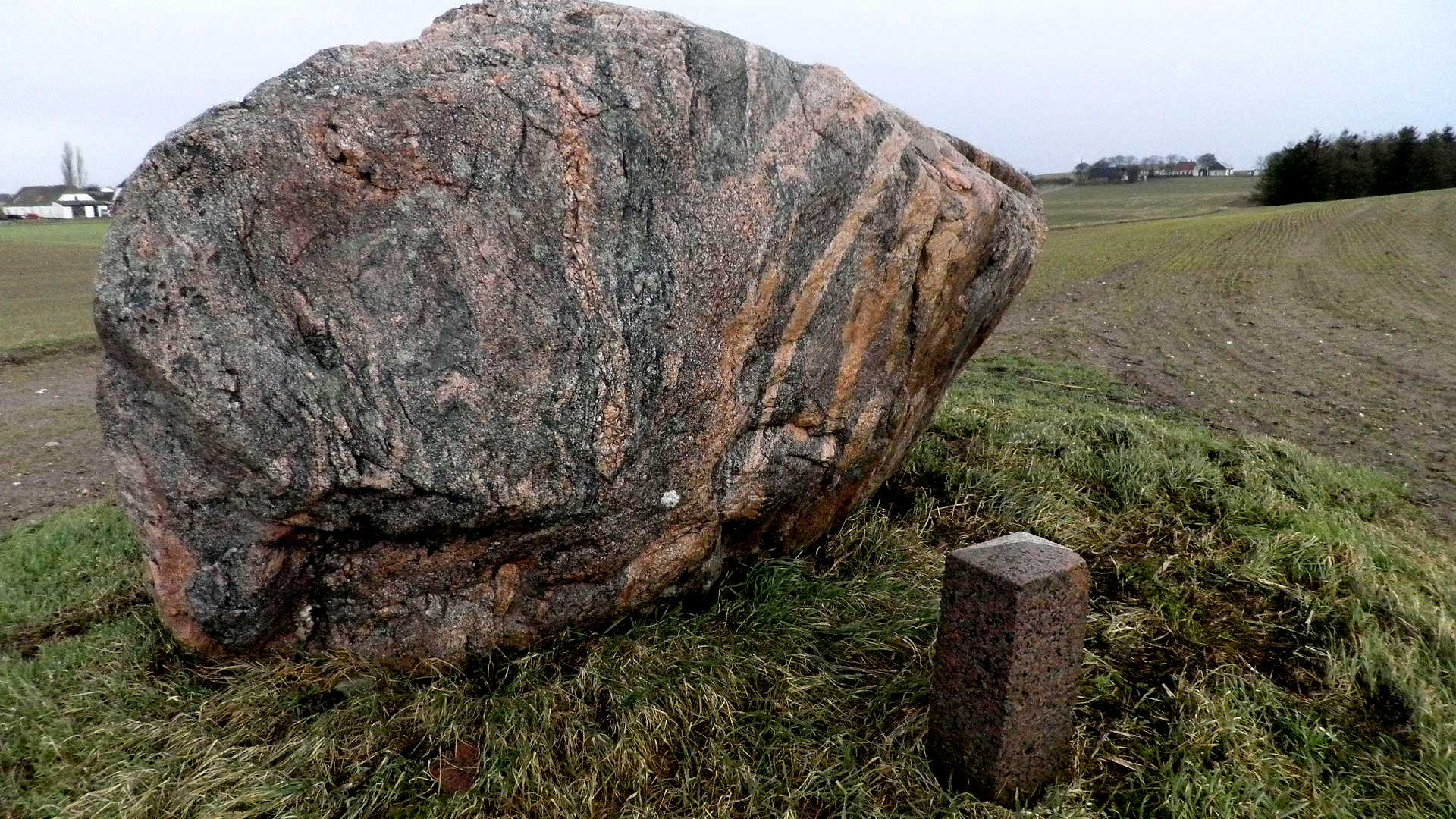
Runddysse von Ormstrup

Der Runddysse von Ormstrup (auch Kissemosemarken, Knepholm oder Tryggelev genannt) liegt südwestlich von Tryggelev auf der dänischen Insel Langeland. Der Dolmen stammt aus der Jungsteinzeit etwa 3500–2800 v. Chr. und ist eine Megalithanlage der Trichterbecherkultur (TBK).
Der große vielfarbige decksteinartige Monolith liegt auf dem Hügel auf und verdeckt die Reste der nicht untersuchten Kammer, deren Bauweise nicht erkennbar ist. 
Etwa 600 m entfernt liegt der Langdolmen von Ormstrup.